# Guy Michels
Guy Michels (Drauffelt, 1947) is een Luxemburgs kunstschilder.

## Leven en werk
Michels bezocht het Lycée de garçons de Luxembourg. Hij studeerde aan de kunstacademie en het Institut supérior d'Architecture in Luik (1966-1970) en als leerling van Zao Wou-Ki aan de zomeracademie in Salzburg (1970). Vanaf 1972 was hij als Studienrat verbonden aan het Lycée de garçons d'Esch-sur-Alzette, vanaf 1994 als hoogleraar aan de Pedagogische Universiteit (ISERP) in Walferdange. Hij was daarnaast voorzitter van de Association des Professeurs d'Education Artistique (APEA).
Michels schildert, maakt boekillustraties en ontwerpt plaquettes en lettertypen. Hij is lid van de kunstenaarsvereniging Cercle Artistique de Luxembourg (CAL) en neemt sinds 1986 deel aan de salons. 

## Onderscheidingen
- 1969 bronzen Pro Arte-medaille van de Belgische staat
- 1994 Prix Limes
- 2004 Prix Max Goergen[5]